# Lotta ai VI Giochi mondiali militari
I tornei di lotta ai VI Giochi mondiali militari si sono svolti dal 6 al 10 ottobre 2015, presso il Mungyeong Indoor Stadium di Mungyeong, in Corea del Sud.

## Podi

### Lotta greco-romana
| Evento | Oro                            | Argento                       | Bronzo                        |
| 59 kg  | Meirambek Ainagulov Kazakistan | Haithem Mahmoud Egitto        | Choi Hyeong-muk Corea del Sud |
| 59 kg  | Meirambek Ainagulov Kazakistan | Haithem Mahmoud Egitto        | Mohsen Hajipour Iran          |
| 66 kg  | Kim Ji-hun Corea del Sud       | Karen Aslanyan Armenia        | Denys Demyankov Ucraina       |
| 66 kg  | Kim Ji-hun Corea del Sud       | Karen Aslanyan Armenia        | Omid Norouzi Iran             |
| 71 kg  | Mohammad Ali Geraei Iran       | Lee Jeong-geun Corea del Sud  | Ibrahim El-Desouky Egitto     |
| 71 kg  | Mohammad Ali Geraei Iran       | Lee Jeong-geun Corea del Sud  | Mykola Savchenko Ucraina      |
| 75 kg  | Kim Jin-hyeok Corea del Sud    | Justin Lester Stati Uniti     | Ibrahim Ghanem Egitto         |
| 75 kg  | Kim Jin-hyeok Corea del Sud    | Justin Lester Stati Uniti     | Dmytro Pyshkov Ucraina        |
| 80 kg  | Rafig Huseynov Azerbaigian     | Evgeny Saleev Russia          | Oleksandr Shyshman Ucraina    |
| 80 kg  | Rafig Huseynov Azerbaigian     | Evgeny Saleev Russia          | Sargis Kocharyan Armenia      |
| 85 kg  | Zhan Beleniuk Ucraina          | Damian Janikowski Polonia     | Laimutis Adomaitis Lituania   |
| 85 kg  | Zhan Beleniuk Ucraina          | Damian Janikowski Polonia     | Aleksej Mišin Russia          |
| 98 kg  | Nikita Melnikov Russia         | Vilius Laurinaitis Lituania   | Mostafa Salehizadeh Iran      |
| 98 kg  | Nikita Melnikov Russia         | Vilius Laurinaitis Lituania   | Siarhei Staradub Bielorussia  |
| 130 kg | Heiki Nabi Estonia             | Oleksandr Chernetskyi Ucraina | Łukasz Banak Polonia          |
| 130 kg | Heiki Nabi Estonia             | Oleksandr Chernetskyi Ucraina | Bashir Babajanzadeh Iran      |

### Lotta libera
| Evento | Oro                           | Argento                          | Bronzo                            |
| 57 kg  | Kim Jin-cheol Corea del Sud   | Vladimir Kudrin Kazakistan       | Reza Atri Iran                    |
| 57 kg  | Kim Jin-cheol Corea del Sud   | Vladimir Kudrin Kazakistan       | Mangal Kadyan India               |
| 61 kg  | Dzhamal Otarsultanov Russia   | Mehran Nassiri Iran              | Yeldos Abikenov Kazakistan        |
| 61 kg  | Dzhamal Otarsultanov Russia   | Mehran Nassiri Iran              | Tian Zhenguang Cina               |
| 65 kg  | Magomed Kurbanaliev Russia    | Meisam Heidari Iran              | Aghahuseyn Mustafayev Azerbaigian |
| 65 kg  | Magomed Kurbanaliev Russia    | Meisam Heidari Iran              | Azamat Shagapuly Kazakistan       |
| 70 kg  | Soslan Ramonov Russia         | Joshgun Azimov Azerbaigian       | Ganzorigiin Mandakhnaran Mongolia |
| 70 kg  | Soslan Ramonov Russia         | Joshgun Azimov Azerbaigian       | Mohammad Naderi Iran              |
| 74 kg  | Khetag Tsabolov Russia        | Georg Harth Germania             | Galymzhan Usserbayev Kazakistan   |
| 74 kg  | Khetag Tsabolov Russia        | Georg Harth Germania             | Ezzatollah Akbari Iran            |
| 86 kg  | Shamil Kudiyamagomedov Russia | Mohammad Javad Ebrahimi Iran     | Adilet Davlumbayev Kazakistan     |
| 86 kg  | Shamil Kudiyamagomedov Russia | Mohammad Javad Ebrahimi Iran     | Orgodolyn Üitümen Mongolia        |
| 97 kg  | Khadzhimurat Gatsalov Russia  | Dorjkhandyn Khüderbulga Mongolia | Ivan Yankouski Bielorussia        |
| 97 kg  | Khadzhimurat Gatsalov Russia  | Dorjkhandyn Khüderbulga Mongolia | Pavlo Oliynyk Ucraina             |
| 125 kg | Vladislav Baitsaev Russia     | Deng Zhiwei Cina                 | Johannes Kessel Germania          |
| 125 kg | Vladislav Baitsaev Russia     | Deng Zhiwei Cina                 | Jafar Shams Iran                  |

## Medagliere
Nazione ospitante.
| Pos.   | Paese          | Oro | Argento | Bronzo | Totale |
| ------ | -------------- | --- | ------- | ------ | ------ |
| 1      | Russia         | 8   | 1       | 1      | 10     |
| 2      | Corea del Sud* | 3   | 1       | 1      | 4      |
| 3      | Iran           | 1   | 3       | 8      | 12     |
| 4      | Ucraina        | 1   | 1       | 5      | 7      |
| 5      | Kazakistan     | 1   | 1       | 4      | 6      |
| 6      | Azerbaigian    | 1   | 1       | 1      | 3      |
| 7      | Estonia        | 1   | 0       | 0      | 1      |
| 8      | Egitto         | 0   | 1       | 2      | 3      |
| 8      | Mongolia       | 0   | 1       | 2      | 3      |
| 10     | Polonia        | 0   | 1       | 1      | 2      |
| 10     | Armenia        | 0   | 1       | 1      | 2      |
| 10     | Germania       | 0   | 1       | 1      | 2      |
| 10     | Lituania       | 0   | 1       | 1      | 2      |
| 10     | Cina           | 0   | 1       | 1      | 2      |
| 15     | Stati Uniti    | 0   | 1       | 0      | 1      |
| 16     | Bielorussia    | 0   | 0       | 2      | 2      |
| 17     | India          | 0   | 0       | 1      | 1      |
| Totale | Totale         | 16  | 16      | 32     | 64     |